# Ruud Bruns
Ruud Bruns (Ootmarsum, 15 november 1985) is een Nederlands voormalig voetballer die als aanvaller voor onder andere FC Twente en Go Ahead Eagles speelde.

## Carrière
Ruud Bruns speelde in de jeugd van KOSC en FC Twente. Hij debuteerde voor FC Twente op 15 augustus 2004, in de met 3-2 verloren thuiswedstrijd tegen AFC Ajax. Hij kwam in de 84e minuut in het veld voor Rahim Ouédraogo. Verder kwam hij niet in actie voor Twente, en na één seizoen vertrok hij naar Go Ahead Eagles, wat in de Eerste divisie uitkwam. Hij debuteerde op 19 augustus 2005, in de met 2-2 gelijkgespeelde wedstrijd tegen SC Cambuur. Bruns kwam in de rust in het veld voor Geoffrey Knijnenburg en scoorde in de 87e minuut de 1-0. In de laatste minuten van de wedstrijd werd er echter nog drie keer gescoord, waardoor de wedstrijd in 2-2 eindigde. Hij scoorde in 24 wedstrijden in totaal twee doelpunten voor Go Ahead, maar na één seizoen ging hij naar amateurclub DETO. Hierna speelde hij nog voor HHC Hardenberg, weer DETO en zijn jeugdclub KOSC.

### Statistieken
| Seizoen                       | Club            | Land           | Competitie         | Competitie | Competitie | Beker | Beker | Totaal | Totaal |
| Seizoen                       | Club            | Land           | Competitie         | Wed.       | Dlp.       | Wed.  | Dlp.  | Wed.   | Dlp.   |
| ----------------------------- | --------------- | -------------- | ------------------ | ---------- | ---------- | ----- | ----- | ------ | ------ |
| 2004/05                       | FC Twente       | Nederland      | Eredivisie         | 1          | 0          | 0     | 0     | 1      | 0      |
| 2005/06                       | Go Ahead Eagles | Nederland      | Eerste divisie     | 24         | 2          | ?     | ?     | 24     | 2      |
| 2012/13                       | DETO Twenterand | Nederland      | Topklasse Zaterdag | 26         | 2          | 1     | 1     | 27     | 3      |
| Carrièretotaal                | Carrièretotaal  | Carrièretotaal | Carrièretotaal     | 51         | 4          | 1     | 1     | 52     | 5      |
| Bijgewerkt op 8 augustus 2018 |                 |                |                    |            |            |       |       |        |        |